# Jill Munroe
Jill Munroe è un personaggio della serie televisiva Charlie's Angels interpretato da Farrah Fawcett. Nonostante sia apparsa solo nella prima stagione, è quello che più ha contribuito a contraddistinguere la serie, rendendola un cult movie.

## Storia
Jill è il personaggio dinamico, estroverso, divertente e più affascinante della serie, e grazie al grande temperamento artistico e il "sex-appeal" di Farrah Fawcett, diventa l'emblema della serie. È l'angelo sportivo e atletico.
Nel telefilm, la vediamo insegnare basket ad una squadra di bambini, giocare a tennis, nuotare, giocare a bowling, andare sullo skateboard. È un personaggio attivo ma che sa esaltare anche la propria femminilità: è molto frequente vederla su copertine e poster di riviste di moda.
Guida una Ford Mustang Cobra II, bianca con strisce blu.
Con i suoi interessi per oroscopi, meditazione e filosofie orientali spesso usati per animare l'inizio o la fine degli episodi, rappresenta l'anima più freak della California degli anni '70, in cui gli episodi della serie sono ambientati.
Dopo il primo anno, lascia l'agenzia di Charlie Townsend per diventare pilota di grand prix e cede il posto a sua sorella minore, Kris Munroe (interpretata da Cheryl Ladd).
Jill tornerà a trovare la sorella Kris, nella serie, per sei volte successivamente:
- L'Angelo torna a casa (terza stagione)
- Mamma Angelo (terza stagione)
- Capelli d'Angelo (terza stagione)
- Angeli in defaillance (quarta stagione)
- Il principe e l'Angelo (quarta stagione)
- Vecchio sentiero per un Angelo (quarta stagione)